# Curtis Jones
Curtis Julian Jones (Liverpool, 30 de janeiro de 2001) é um futebolista inglês que atua como meio-campista. Atualmente, defende o Liverpool.

## Carreira
Jones chegou ao Liverpool em 2010, para defender as categorias de base dos Reds. Após fazer sua estreia no time Sub-23 em janeiro de 2018, assinou o primeiro contrato profissional em fevereiro do mesmo ano.
Foi relacionado pela primeira vez para um jogo oficial do clube em abril de 2018, contra o Everton, mas não saiu do banco de reservas durante o clássico. Na pré-temporada antes da edição 2018–19 da Premier League, onde foi um dos destaques, o técnico Jürgen Klopp elogiou a mobilidade de Jones e as habilidades do meio-campista no drible.
A estreia oficial de Jones em partidas oficiais foi na terceira rodada da Copa da Inglaterra, quando os Reds enfrentaram o Wolverhampton Wanderers. Vestindo a camisa 48, atuou durante 70 minutos e foi substituído por Mohamed Salah quando os Lobos já venciam por 2 a 1.

### Temporada 2019–20
Seu primeiro jogo na temporada 2019–20 - e também o primeiro que atuou os 90 minutos - foi contra o Milton Keynes Dons, pela Copa da Liga Inglesa, que terminou com vitória do Liverpool (com um time alternativo) por 2 a 0, e Jones foi eleito o melhor em campo. Contra o Arsenal, bateu o pênalti que eliminou os Gunners na vitória por 5 a 4 (no tempo normal, empate por 5 a 5). O meio-campista disputou a primeira partida na Premier League em dezembro de 2019, entrando no lugar de Andrew Robertson na vitória por 3 a 0 sobre o Bournemouth, e ainda integrou o elenco que disputou o Mundial de Clubes, porém não entrou em campo.
Em janeiro de 2020, fez seu primeiro gol como profissional contra o Everton - aos 18 anos e 340 dias, tornou-se o mais jovem jogador do Liverpool a fazer um gol no clássico desde Robbie Fowler, em 1994. Na primeira partida da fase de 16-avos de final da Copa da Inglaterra, abriu o placar contra o Shrewsbury Town, quando o Liverpool usou uma formação reserva neste jogo e sendo o primeiro adolescente a fazer gols de forma consecutiva desde Raheem Sterling, em abril de 2014. No segundo jogo, os Reds escalaram um time praticamente apenas com jovens das categorias de base (exceção feita ao volante espanhol Pedro Chirivella, então com 22 anos) na partida de volta, e Jones foi o capitão mais jovem da história do clube, aos 19 anos e 5 dias.
Em 4 de julho de 2020, assinou um contrato de longo prazo com o Liverpool, e no dia seguinte balançou as redes pela primeira vez na Premier League contra o  Aston Villa. Ele ainda disputou outros 4 jogos (West Ham, Burnley, Chelsea e Newcastle United), recebendo a medalha de campeão inglês de 2019–20 após entrar na partida contra os Blues.
Para a temporada 2020–21, o Liverpool anunciou que Jones passaria a vestir a camisa 17, utilizada anteriormente por Steven Gerrard e Steve McManaman.

### 2020–2023
Em 24 de setembro de 2020, Jones marcou dois gols em quatro minutos contra o Lincoln City fora de casa na EFL Cup 2020–21, e foi nomeado o homem do jogo pela Sky Sports. Ele marcou seu primeiro gol na UEFA Champions League em 1 de dezembro, em uma vitória por 1–0 sobre o Ajax, garantindo a progressão do Liverpool para as fases eliminatórias da competição. Em 28 de fevereiro de 2021, Jones marcou seu primeiro gol na liga na temporada 2020–21 em uma vitória fora de casa por 2–0 sobre o Sheffield United.
Jones marcou seu primeiro gol na temporada 2021–22 em 25 de setembro de 2021, em um empate fora de casa por 3–3 contra o Brentford. Em 28 de setembro, ele forneceu duas assistências e uma jogada-chave em uma vitória fora de casa por 5–1 sobre o Porto na UEFA Champions League 2021–22. O Liverpool quase conseguiu alcançar um quádruplo histórico, ficando em segundo na Premier League 2021–22 e na Liga dos Campeões da UEFA 2021–22, mas vencendo a Copa da Liga e a Copa da FA. Em 17 de novembro de 2022, Jones assinou um novo contrato de longo prazo com o Liverpool até junho de 2027.
Em 30 de abril de 2023, Jones marcou seu primeiro gol na temporada 2022–23 em uma vitória por 4–3 contra o Tottenham Hotspur. Em 15 de maio de 2023,
Jones manteve sua boa forma como titular regular na equipe principal, marcando dois gols rápidos contra o Leicester City ameaçado de rebaixamento, em uma atuação de homem do jogo para guiar o Liverpool para uma vitória fora de casa por 3–0. No final da temporada 2022–23, o Liverpool quase perdeu a qualificação para a Liga dos Campeões da UEFA.

### 2023–presente
Na temporada 2023–24, Jones foi titular regular, no entanto, uma suspensão e uma lesão ocorrida em outubro e novembro permitiram que Ryan Gravenberch ocupasse seu lugar por vários jogos. Comentando sobre sua recente onda de confiança, Jones afirmou que estava "no ponto agora onde" ele estava "no time" e onde ele sabia o que "[tinha] que fazer". O assistente do treinador, Pepijn Lijnders, atribuiu o impressionante retorno de forma de Jones à sua "mentalidade escocesa". Em 30 de setembro, Jones foi polêmica e controversamente expulso em uma partida fora de casa da Premier League contra o Tottenham Hotspur por uma falta em Yves Bissouma. A falta foi originalmente punida com um cartão amarelo pelo árbitro Simon Hooper, mas foi alterada para um cartão vermelho depois que lhe foi mostrada uma imagem estática da falta pelo árbitro assistente de vídeo. A decisão foi criticada por muitos comentaristas, incluindo Gary Neville e Jamie Redknapp, sendo que o primeiro afirmou: "Acho que, em geral, ele entrou de maneira genuína, mas o pé escorrega em cima da bola. Não tenho certeza, nunca tenho nos dias de hoje, estou menos certo sobre futebol do que nunca, mas não acho que ele tenha entrado com malícia."
Jones marcou seus primeiros gols na temporada 2023–24 em uma vitória por 5–1 sobre o West Ham United nas quartas de final da EFL Cup 2023–24 em 20 de dezembro de 2023.

## Seleção Inglesa
Desde 2016, Jones atua pelas seleções de base da Inglaterra, com destaque para sua passagem na equipe Sub-18, onde jogou 10 partidas e fez um gol.

## Estatísticas
Atualizado até 12 de setembro de 2020
| Liverpool     | 2018–19                | Premier League | 0 | 0 | 1 | 0 | 0 | 0 | 0    | 0 | 1  | 0 |
| Liverpool     | 2019–20                | Premier League | 6 | 1 | 4 | 2 | 2 | 0 | 0    | 0 | 12 | 3 |
| Liverpool     | 2020–21 (em andamento) | Premier League | 1 | 0 | 0 | 0 | 0 | 0 | 1[a] | 0 | 2  | 0 |
| Liverpool U21 | 2019–20                | —              | — | — | — | — | — | — | 1    | 0 | 1  | 0 |
| Career total  | Career total           | Career total   | 7 | 1 | 5 | 2 | 2 | 0 | 2    | 0 | 16 | 3 |

- a. ^ Jogo da Supercopa da Inglaterra.

## Títulos
Liverpool
- Premier League: 2019–20[30] e 2024–25[31]
- Copa do Mundo de Clubes da FIFA: 2019[32]
- Copa da Liga Inglesa: 2021–22 e 2023–24
- Copa da Inglaterra: 2021–22